# Ibrahim Nishwan
Ibrahim Nishwan (ur. 12 czerwca 1997 w Male) – malediwski pływak specjalizujący się w stylu dowolnym, olimpijczyk.
Reprezentował Malediwy w pływaniu 50 m stylem dowolnym na Letnich Igrzyskach Olimpijskich 2016, które odbyły się w Rio de Janeiro, gdzie zajął 71. miejsce. Jednocześnie odpadł w fazie eliminacji.